# Стобреч
Стобреч (хорв. Stobreč) — населений пункт у Хорватії, в Сплітсько-Далматинській жупанії у складі міста Спліт.

## Населення
Населення за даними перепису 2011 року становило 2 978 осіб.
Динаміка чисельності населення поселення:

## Клімат
Середня річна температура становить 16,10 °C, середня максимальна – 28,70 °C, а середня мінімальна – 3,20 °C. Середня річна кількість опадів – 795 мм.
| Клімат поселення                              | Клімат поселення | Клімат поселення | Клімат поселення | Клімат поселення | Клімат поселення | Клімат поселення | Клімат поселення | Клімат поселення | Клімат поселення | Клімат поселення | Клімат поселення | Клімат поселення | Клімат поселення |
| Показник                                      | Січ.             | Лют.             | Бер.             | Квіт.            | Трав.            | Черв.            | Лип.             | Серп.            | Вер.             | Жовт.            | Лист.            | Груд.            |                  |
| Середній максимум, °C                         | 11,50            | 12,60            | 15,10            | 18,30            | 23,30            | 27,10            | 28,70            | 28,70            | 24,30            | 19,90            | 14,90            | 11,10            |                  |
| Середня температура, °C                       | 7,40             | 8,40             | 11,00            | 14,10            | 19,10            | 22,90            | 25,90            | 25,80            | 21,40            | 17,10            | 12,10            | 8,20             |                  |
| Середній мінімум, °C                          | 3,20             | 4,20             | 6,80             | 10,00            | 14,90            | 18,70            | 23,00            | 22,90            | 18,50            | 14,20            | 9,20             | 5,40             |                  |
| Норма опадів, мм                              | 72               | 60               | 68               | 68               | 56               | 47               | 32               | 47               | 69               | 85               | 102              | 89               |                  |
| Середньомісячна швидкість вітру, м/с          | 3.20             | 3.40             | 3.50             | 3.20             | 2.80             | 2.60             | 2.70             | 2.50             | 2.80             | 2.90             | 3.60             | 3.50             |                  |
| Середньомісячна сонячна радіація, кДж/м²·день | 5530             | 8262             | 11918            | 16506            | 20565            | 23365            | 24937            | 21835            | 16128            | 10508            | 5946             | 4656             |                  |
| --------------------------------------------- | ---------------- | ---------------- | ---------------- | ---------------- | ---------------- | ---------------- | ---------------- | ---------------- | ---------------- | ---------------- | ---------------- | ---------------- | ---------------- |
| Джерело:                                      |                  |                  |                  |                  |                  |                  |                  |                  |                  |                  |                  |                  |                  |